# Claudine Sagaert
Claudine Sagaert, née à Asnières-sur-Seine en 1965, est une philosophe française.

## Biographie
Claudine Sagaert enseigne la philosophie aux étudiants du diplôme national des métiers d'art et du design à Nîmes. Elle est membre de l’équipe « corps, genre, intime » du laboratoire Babel de l’université de Toulon[source insuffisante] et est membre du comité scientifique de la chaire beauté PSL Université de Paris.
Elle participe à des colloques nationaux et internationaux,,,, à des séminaires, à des débats télévisés ou radiophoniques,,,, et contribue également à l’écriture d’articles et d’ouvrages.
Claudine Sagaert fait ses études de philosophie à Aix-en-Provence, à Montpellier, puis à Strasbourg. Après son DEA, elle réalise sa thèse de doctorat sous la direction de David Le Breton,[source insuffisante].
Trois professeurs marquent son parcours académique : Jean-François Mattéi, Isabelle Koch, et son directeur de thèse, David Le Breton.
À 15 ans, la lecture de La République de Platon inaugure son entrée en philosophie. Les essais de Plotin, Hannah Arendt, Michel Foucault et Gilles Deleuze seront par la suite déterminants dans son parcours.
Ses recherches portent sur la représentation du corps et plus particulièrement sur celle de la « laideur ». Selon Claudine Sagaert, cette question souvent négligée est cruciale pour comprendre les mécanismes de domination et de coercition. En élaborant une généalogie de la laideur, elle montre comment celle-ci est utilisée pour inférioriser les peuples et les communautés et générer la haine et la honte.

## Ouvrages, direction d'ouvrages, ouvrages en collaboration

### Ouvrages
- Histoire de la laideur féminine, préface de David Le Breton, postface de Georges Vigarello, Éditions Imago, 2015[13].
- Kadın Çirkinliğinin Tarihi, Yayıncı Maya Kitap, 2017[14]. (traduction en turque de l’Histoire de la laideur féminine, Editions Imago)
- 못생긴 여자의 역사
- 클로딘느 사게르 지음, 김미진 옮김 / 호밀밭 / 2018년 6월 (traduction en Coréen de l’Histoire de la laideur féminine, Editions Imago)
- La Nymphoplastie, Paris, Édition du murmure, collection Borderline, 2022[15].

### Direction d'ouvrage
- Normes et Transgressions, Emmeline Gros, Claudine Sagaert (dir.), Université de Toulon U.F.R. Lettres Laboratoire Babel Collection Transverses, 2017[16].

### Ouvrages en collaboration
- Laideur laide ou belle laideur in Troubles dans le beau, Stéphanie Pahud (dir), Genève, Ed. Slatkine, 2024, https://www.slatkine.com/fr/editions-slatkine/76365-book-07211329-9782832113295.html
- Articles rédigés : « La Laideur », « l’imaginaire » in l'Abécédaire de la beauté, sous la dir. de Clélia Zernik et Justin Jaricot, Éditions B42 et Universités PSL Paris, 2022. https://editions-b42.com/produit/abecedaire-de-la-beaute/
- « Le Beau sexe et la laideur » in Psychologie des beaux et des moches, sous la direction de Jean-François Marmion, Paris Ed. Sciences Humaines, 2020. https://www.scienceshumaines.com/psychologie-des-beaux-et-des-moches_fr_753.htm
- « La laideur, des mots aux maux » in La Fabrique de la laideur, Florence Bancaud(dir.), Presses Universitaires de Provence, 2021. https://presses-universitaires.univ-amu.fr/fabrique-laideur
- « La Fabrication de la laideur : la tonte comme instrument d’humiliation » in L’humiliation. Discours, représentations et pratiques (XIVe-XXe s.) Christophe Regina, Lucien Faggion, Alexandra Roger (dir.), Editions Garnier, 2019. https://classiques-garnier.com/l-humiliation-droit-recits-et-representations-xiie-xxie-siecles-resumes.html?displaymode=full
- « La Représentation de l’homme malade dans l’art contemporain » in, Tous Malades, Florence Fix, (dir), Paris, Orizons, collection « comparaison », 2018. https://histoiresante.blogspot.com/2018/10/les-representations-du-corps-souffrant.html
- « La Nymphoplastie, un nouveau design pour le sexe féminin » in Corps meurtris, beaux et subversifs, Eva Carpigo et al., Presses Universitaires de Lorraine, 2018. https://www.lcdpu.fr/books/401779F5-BC7D-4650-B609-A24B6BB21C27
- « Médecine et écritures : les points de sutures du sens » in Médecine et écritures, Martine Sagaert, André-Alain Morello, Marc Sagaert (dir.), Toulon, U.F.R. Lettres, Laboratoire Babel, coll. Transverses, 2018.
- « Nelly Arcan, la quête de la belle apparence au risque d’une identité brisée » in Lire le Corps biomédical, Daniel Laforest, Guy Clermont, Bertrand Rouby (dir.), Limoges, Pulim, coll. Espaces Humains, 2016. https://www.pulim.unilim.fr/produit/lire-le-corps-biomedical-regards-sur-la-litterature-canadienne-reading-the-biomedical-body-from-the-perspective-of-canadian-literature/
- Articles rédigés : « la physiognomonie », « la marâtre », « la sorcière », « L’âge des méchancetés de Fumio Niwa », « la question de la méchanceté dans l’œuvre de Jankélévitch » in Dictionnaire de la méchanceté sous la direction de Christophe Regina et Lucien Faggion, Paris, Max Milo, Novembre 2013. https://maxmilo.com/products/dictionnaire-de-la-mechancete

## Articles dans les revues scientifiques
- « Prolégomènes à une philosophie de la laideur comme honte d'impuissance » in Réparer la honte, revue Traits-d'Union numéro 11. Sorbonne Nouvelle, 2023. https://www.revuetraitsdunion.org/wp-content/uploads/TU-nume%E2%95%A0uro-11_web-75-90.pdf
- « L'autonomie du laid dans quelques œuvres contemporaines américaines » in Revue América, 24, 2022. https://journals.openedition.org/amerika/15942
- « La Place de la laideur dans certaines œuvres d’art moderne et contemporain », in Des œuvres barbares et délicates : autour d’une contre-esthétique de la laideur / Barbarous and Delicate Works : Towards an Anti-Aesthetic of Ugliness, Post-scriptum, Parution no 29, décembre 2020. https://post-scriptum.org/numeros/des-oeuvres-barbares-et-delicates/la-place-de-la-laideur-dans-certaines-productions-de-l-art-moderne-et-contemporain
- « L'injure et l'insulte, Une question de laideur », in Langages et communication : écrits, images, sons, collection : Actes des congrès nationaux des sociétés historiques et scientifiques, Sous la direction de Mireille Corbier et Gilles Sauron, 2017, https://books.openedition.org/cths/843?lang=ff
- « Représentation du corps : Beauté et laideur de l’apparence masculine du XIXe siècle au XXe siècle », in Cahier multiculturel de la Maison du Japon, numéro spécial, Construction et définition du corps sous la direction de Hiromi Matsui, Delphine Mulard et Ken Daimaru. Editions du net, février 2015. https://www.fabula.org/actualites/60951/construction-et-definition-du-corps-le-premier-cem-de-l-annee-2014.html
- « La Fabrication de la laideur féminine » in De la guerre des sexes a la guerre du « genre » dans la caricature, Revue Ridiculosa no 21, Brest, Université de Bretagne Occidentale, 2014. (Equipe Interdisciplinaire de Recherche sur l’Image Satirique (EIRIS). Laboratoire « Héritages & Constructions dans le Texte et l’Image », EA 950, de l’Université de Bretagne Occidentale. Faculté des Lettres et Sciences Humaines).
- « L’Utilisation des préjuges esthétiques comme redoutable outil de stigmatisation du juif », Revue d’Anthropologie des connaissances, vol 7(no 4) 2013. https://www.cairn.info/revue-anthropologie-des-connaissances-2013-4-page-971.htm
- « Beauté et laideur dans le Portrait de Dorian Gray », in Forma. revista d’humanitats,  (ISSN 2013-7761), Vol. 6, December 2012, pp. 83-97. https://www.upf.edu/forma/_pdf/vol6/Sagaert_Beautx.pdf
- « La laideur, un redoutable outil de stigmatisation », Revue du MAUSS, no 40, Edition la Découverte, 2012/2 no 40, p. 239-256. DOI 10.3917/rdm.040.0239, novembre 2012. https://www.cairn.info/revue-du-mauss-2012-2-page-239.htm

## Émissions diverses

### Émissions de télévision
- « Bibliothèque Médicis » présentée par Jean-Pierre Elkabbach. Invités: Monique Canto-Sperber, Valérie Boyer, Claudine Sagaert, Ivan Jablonka et Natalia Turine, Diffusée le 24/04/2015, Durée : 59 minutes, sur Public Senat. http://replay.publicsenat.fr/vod/bibliotheque-medicis/invites-monique-canto-sperber,-velerie-boyer,-claudine-sagaert,-ivan-jablonka-et-natalia-turine/mon/174180
- « Dans quelle éta-gère » présentée par Monique Atlan : « Histoire de la laideur féminine », de Claudine Sagaert (Imago). France 2. Magazine littéraire : http://www.programme.tv/c6612-dans-quelle-eta-gere/histoire-de-la-laideur-feminine-de-claudine-sagaert-imago-92551229/
- « Emission Hors-série, Entretiens filmes », présentée par Judith Bernard, https://www.hors-serie.net/Dans-le-Texte/2015-11-28/Histoire-de-la-laideur-feminine-id122.%2028%20novembre%202015.
- Reportage « L’impuissance comme idéal de beauté », Noémie Renard, blogueuse à Antisexisme.net et Clémentine Vagne, réalisatrice, TV5 Monde. Avril 2016. http://information.tv5monde.com/terriennes/l-impuissance-comme-ideal-de-beaute-101514

### Émissions de radio
- Hélène Carbonnel, Martha Harper, 21 et 22 octobre 2023, France Culture, https://www.radiofrance.fr/franceculture/podcasts/une-histoire-particuliere/un-empire-capillaire-4408319
- « Corpus, Pourquoi la Femme n'est pas le beau sexe », Virginie Matter, Radio Télévision Suisse (RTS), Invitée, 23 mars 2015, Claudine Sagaert, sociologue, philosophe, auteur de "L’histoire de la laideur féminine", paru le 18 mars aux éditions Imago.
- « Dessine-moi un dimanche » Franco Nuovo, Radio Canada, 7 juin 2015, Le livre Histoire de la laideur féminine avec la sociologue Claudine Sagaert, Pourquoi la Femme n'est pas le beau sexe.
- « La laideur féminine, entretien avec Claudine Sagaert » Laurent Caspari, Radio Télévision Suisse (RTS), Tribu, 22 janvier 2016, https://www.rts.ch/la-1ere/programmes/tribu/7395228-tribu-du-22-01-2016.html
- « 7 milliards de voisins : Quelle place pour les gens laids ? » Emmanuelle Bastide, R.F.I., Georges Vigarello et Claudine Sagaert, 21 janvier 2016. https://www.rfi.fr/fr/emission/20160121-quelle-place-gens-laids-notre-societe